# 維羅納鎮區 (內布拉斯加州亞當斯縣)
維羅納鎮區（英語：Verona Township）是位於美國內布拉斯加州亞當斯縣的一個行政鎮區。

## 地方資料
維羅納鎮區的面積為92.69平方千米，當中陸地面積為92.36平方千米，而水域面積為0.33平方千米。根據2020年美國人口普查的數據，當地共有人口253人，而人口密度為每平方千米2.73人。